# Хадид, Белла
Изабе́лла Хаир Хади́д (англ. Isabella Khair Hadid; род. 9 октября 1996[…], Вашингтон) — американская супермодель палестино-голландского происхождения. Является послом и постоянным лицом модного дома Bulgari. Одна из самых известных и высокооплачиваемых моделей мира. В ноябре 2023 года модный дом Dior прекратил сотрудничество с моделью, по слухам из-за её пропалестинской позиции. Замена Беллы на израильскую модель Мэй Тагер только подогрела слухи.

## Биография
Родилась в Вашингтоне, детство провела в Лос-Анджелесе, в семье телеведущей и бывшей модели Иоланды Хадид (уроженка Нидерландов ван ден Херик) и американского мультимиллионера палестинского происхождения Мохамеда Хадида. «Мой отец был беженцем, когда впервые приехал в Америку. Он всегда был очень религиозным и молился с нами. Я горжусь тем, что я мусульманка», — говорила в интервью модель. У Беллы есть старшая сестра, модель Джиджи Хадид, и младший брат, Анвар Хадид. У неё также есть две старшие единокровные сестры, Мариэль и Алана, и пять сводных сестёр — дочери её отчима, Дэвида Фостера.
Кроме этого, благодаря отчиму, девушку теперь связывают и отдаленные родственные связи с её лучшими подругами — сёстрами Кендалл и Кайли Дженнер. Ранее Дэвид Фостер был женат на американской актрисе Линде Томпсон. Она, в свою очередь, была первой супругой отца Кендалл и Кайли — Брюса Дженнера (ныне Кейтлин Дженнер), от которого она родила сыновей Брендона и Броуди Дженнер. Таким образом, у Беллы и сводных братьев сестер Дженнер общий отчим.
Будучи подростком, Белла Хадид успешно занималась конным спортом и первоначально планировала участвовать в Олимпийских играх 2016 года в Рио-де-Жанейро, но позже не смогла тренироваться и участвовать в соревнованиях по состоянию здоровья. Врачи диагностировали у девушки болезнь Лайма, вызванную укусом клеща. Такой же болезнью страдает её мать Иоланда и брат Анвар.
Однако девушка не опустила руки, и осенью 2014 года, переехав в Нью-Йорк, Белла занялась фотографией. Но набирающая обороты карьера в модельном бизнесе оставляла всё меньше времени, и в итоге девушке пришлось оставить данное увлечение.
В августе 2024 года Белла Хадид стала глобальным амбассадором Chopard.

## Модельная карьера

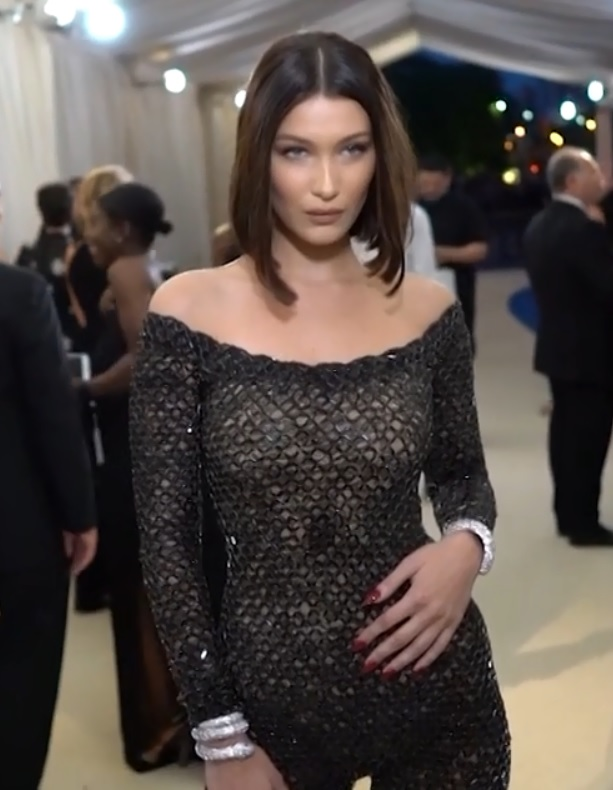
На Met Gala в 2017 году

В подростковом возрасте девушка была довольно стеснительной, и имела много комплексов по поводу своей внешности. По словам супермодели, она долгое время боролась с лишним весом, и её не устраивали собственные брови. Что касается цвета волос, то Белла, как и её старшая сестра, натуральные блондинки. Она начала красить волосы в темный цвет, чтобы отличаться от Джиджи. Кроме этого, в 14 лет девушка сделала ринопластику.
В 2014 году подписала контракт с IMG Models, с которым на год ранее начала сотрудничать её старшая сестра Джиджи.
В 2015 году молодая модель была удостоена премии «Звездный прорыв». Это была двойная победа, так как победителя определяли читатели глянца. После удачного старта Беллу начали приглашать в телешоу и на съемки в клипы. За год модель снялась в четырёх клипах.
2016 год стал очень плодотворным для молодой модели. Она блистала на показах CHANEL вместе с сестрой Джиджи и подругой Кендалл Дженнер, стала лицом Calvin Klein, Moschino, DKNY, Nike, а также получила почетный статус «Новая посланница» и стала лицом косметического дома Dior. Как посол красоты, Хадид снялась в серии видео под названием «Макияж от Dior c Беллой Хадид». В том же 2016 году, на экраны вышел короткометражный фильм «Приват», в котором девушка сыграла саму себя.
Она победила в номинации «Модель Года» на премии First Annual Fashoin Los Angeles Awards, а также была признана моделью 2016 года по версии более 250 специалистов в области моды, на влиятельном портале Models.com, а также вошла в список топ-50 моделей мира.
Одним из главных достижений Беллы Хадид стал контракт, заключенный с компанией по производству женского нижнего белья Victoria’s Secret. Девушка успела поучаствовать в нескольких фотосессиях для каталога фирмы, а также стала новым «Ангелом», и дебютировала на показе Victoria’s Secret show в Париже с крыльями ангела. «Не могу в это поверить!!! Нет большего счастья, чем получить приглашение участвовать в шоу @victoriassecret! Моя мечта сбылась… Я так рада и так благодарна вам! Спасибо за возможность выйти на подиум вместе с самыми красивыми и желанными женщинами планеты.» - поделилась радостью девушка в своем Instagram.
В 2017 году Белла Хадид стала послом бренда Bulgari, и неоднократно представляла ювелирные украшения римского ювелирного дома. Кроме того, модель стала лицом нового аромата Bulgari, который получил название Goldea The Roman Night.
Белла стала первой моделью в истории журнала «Vogue», побившей рекорд по количеству обложек за один месяц, украсив восемь сентябрьских изданий авторитетного журнала. Белла также возглавила список моделей, заполучивших наибольшее количество обложек за год. В декабре 2017 года вновь была удостоена титула «Модель года» на портале Models.com. На этот раз, по версии читателей.
Белла заняла 9-е место в списке самых высокооплачиваемых моделей мира в 2017 году по версии Forbes. Доход модели составил 6 миллионов долларов.
В 2022 году Хадид была признана моделью года на премии British Fashion Awards и на влиятельном портале Models.com по версии более 250 специалистов в области моды, и также по голосам читателей портала. В том же году Time Magazine включил Беллу в рейтинг 100 самых влиятельных людей мира.
В 2024 году Белла Хадид объявила о запуске своего бьюти-бренд Orebella.

## Личная жизнь
В начале 2015 года Хадид начала встречаться с певцом Эйбелом Тесфайе, известным как The Weeknd. Пара впервые была замечена в апреле того же года на фестивале «Коачелла». Хадид позже снялась в одном из его клипов под названием «In the Night». В ноябре 2016 года они расстались из-за плотных рабочих графиков. В 2018 году Хадид и Тесфайе возобновили отношения. В 2019 году пара вновь рассталась, а в мае 2020 снова возобновили общение.
В настоящее время Хадид состоит в отношениях с арт-директором Марком Кальманом. Они встречаются с июля 2020 года. Хадид сообщила об их отношениях 8 июля 2021 года, во время своего пребывания на Неделе моды в Париже и Каннском кинофестивале.

## Призы и номинации
| Год  | Тип                                     | Приз                                   | Результат |
| ---- | --------------------------------------- | -------------------------------------- | --------- |
| 2015 | Model.com Industry Awards               | Прорыв года: женщины (выбор читателей) | Победа    |
| 2016 | First Annual Fashion Los Angeles Awards | Модель года                            | Победа    |
| 2016 | Model.com Industry Awards               | Модель года (выбор профессионалов)     | Победа    |
| 2016 | GQ Hugo Boss Man of the year            | Модель года                            | Победа    |
| 2017 | Model.com Industry Awards               | Модель года (выбор читателей)          | Победа    |
| 2017 | Fashion Awards                          | Модель года                            | Номинация |

## Фильмография

### Телевидение
| Появление | Телешоу                           | Роль             |
| --------- | --------------------------------- | ---------------- |
| 1         | Keeping Up With the Kardashians   | Играет саму себя |
| 14        | Real Housewives of Beverly Hills  | Играет саму себя |
| 2         | Making a Model with Yolanda Hadid | Играет саму себя |

### Короткометражные фильмы
| Год  | Фильм       | Режиссёр   | Роль             |
| ---- | ----------- | ---------- | ---------------- |
| 2016 | Private     | Tyler Ford | Играет саму себя |
| 2017 | Poster Girl | Cesar Leon | Играет саму себя |

### Музыкальные видео
| Год  | Исполнитель          | Название             |
| ---- | -------------------- | -------------------- |
| 2014 | Jesse Jo Stark       | Down Your Drain      |
| 2014 | Jesse Jo Stark       | Baby Love            |
| 2015 | The Weeknd           | In the Night         |
| 2015 | Belly ft. The Weeknd | Might Not (featured) |

### Макияж от Dior с Беллой Хадид
| Год  | Название эпизода    | Описание                                                              |
| ---- | ------------------- | --------------------------------------------------------------------- |
| 2016 | «За Кулисами»       | За кулисами модного показа Dior Cruise F/W16, с Питером Филлипсом.    |
| 2016 | «Cидание»           | Рекламный ролик новой помады «Rouge Dior».                            |
| 2016 | «Вечеринка»         | Руководство для выхода в свет от Беллы Хадид.                         |
| 2017 | «Лифт»              | Рекламный ролик кушона «Diorskin Forever Perfect Cushion».            |
| 2017 | «Беседа о макияже»  | Весенняя коллекция бьюти-средств Dior 2017 — «Dior Colour Gradation». |
| 2017 | «Телефонный звонок» | Закулисье.                                                            |
| 2017 | «Шоу Диор»          | Рекламный ролик туши для ресниц Dior Diorshow Pump’n’Volume           |
| 2017 | «Красная дорожка»   | Рекламный ролик новой матовой губной помады «Rouge Dior 999».         |
| 2017 | «Хэллоуин»          | «Покажи свои темные стороны вместе с Беллой Хадид»                    |